# Wapen van Tunesië

Wapen van Tunesië.

Het wapen van Tunesië is vlak na de onafhankelijkheid van Tunesië op 21 juni 1956 vastgesteld. In de jaren erna heeft het wapen nog enkele kleine veranderingen ondergaan.

## Beschrijving
Het gehele schild heeft een gouden achtergrond. In het schildhoofd van het schild is een Punische galei te zien op een blauwe zee. De ruimte eronder is onderverdeeld in twee vlakken. In het linkervlak van het schild (op het plaatje rechts) staat een zwarte leeuw met een zilveren zwaard. Aan de andere zijde staat een zwarte weegschaal. Onder de galei staat een band met daarin de motto van de staat, in het Arabisch: نظام، حرية، عدالة, ofwel niẓām, ḥurriyya, ʿadāla dat in het Nederlands betekent: Orde, vrijheid en gerechtigheid. Boven het schild staat een zilveren cirkel met een rode rand, met daarin in het rood de halve maan en een ster.

## Symboliek
De drie globale velden staan voor de drie termen uit het motto van de staat. De galei staat voor vrijheid en de geschiedenis van Carthago. De leeuw staat voor orde en de weegschaal staat symbool voor gerechtigheid. De halve maan en de ster staan voor de islam. Deze komen eveneens terug in de vlag van Tunesië.
Algerije · Angola · Benin · Botswana · Burkina Faso · Burundi · Centraal-Afrikaanse Republiek · Comoren · Congo-Brazzaville · Congo-Kinshasa · Djibouti · Egypte · Equatoriaal-Guinea · Eritrea · Ethiopië · Gabon · Gambia · Ghana · Guinee · Guinee-Bissau · Ivoorkust · Kaapverdië · Kameroen · Kenia · Lesotho · Liberia · Libië · Madagaskar · Malawi · Mali · Marokko · Mauritanië · Mauritius · Mozambique · Namibië · Niger · Nigeria · Oeganda · Rwanda · Sao Tomé en Principe · Senegal · Seychellen · Sierra Leone · Soedan · Somalië · Swaziland · Tanzania · Togo · Tsjaad · Tunesië · Westelijke Sahara · Zambia · Zimbabwe · Zuid-Afrika · Zuid-Soedan
Afhankelijke gebieden:
Brits Territorium in de Indische Oceaan · Canarische Eilanden · Ceuta · Melilla · Madeira · Mayotte · Réunion · Sint-Helena · Tristan da Cunha